# Girolamo Albertucci de' Borselli
Girolamo Albertucci de' Borselli (Bologna, 1432 – Bologna, 24 novembre 1497) è stato uno storico e annalista italiano.

## Biografia
Figlio di Pietro Albertucci, fervente bentivolesco ucciso nel 1445 negli scontri di piazza succeduti all'assassinio di Annibale I Bentivoglio da parte dei Canetoli, frequentò il convento bolognese di San Domenico prendendo gli ordini nel 1457. Predicatore ricercato, svolse le sue omelie non solo a Bologna ma anche nei maggiori centri della Toscana e nel 1481 predicò nel convento di Saint-Maximin-la-Sainte-Baume, in Francia. Nel 1494 fu nominato inquisitore generale di Bologna.
Dei suoi numerosi scritti di carattere storico restano soltanto la Cronica gestorum ac factorum memorabilium civitatis Bononiae ab urbe condita ad annum 1497, la Cronica magistrorum generalium Ordinis fratrum Praedicatorum et omnium gestorum sub ipsis et clarorum virorum eiusdem ordinis in scientia, dignitate et sanctitate e le Additiones al Chronicon pontificum et imperatorum di Martino Polono.